# Antichloris marginata
Antichloris marginata är en fjärilsart som beskrevs av M.Gaede 1926. Antichloris marginata ingår i släktet Antichloris och familjen björnspinnare. Inga underarter finns listade i Catalogue of Life.